# کیش‌کون‌هالاش
شهر کیش‌‌کون‌هالاش (به مجاری: Kiskunhalas) در باچ-کیش‌کون در کشور مجارستان واقع شده‌است. جمعیت این شهر ۲۹٫۳۱۸ نفر است.

## نگارخانه

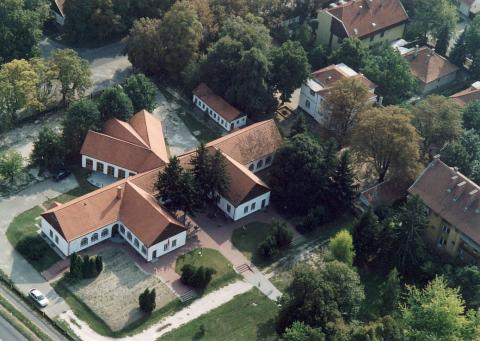
نمای هوایی از موزهٔ توری‌دوزی
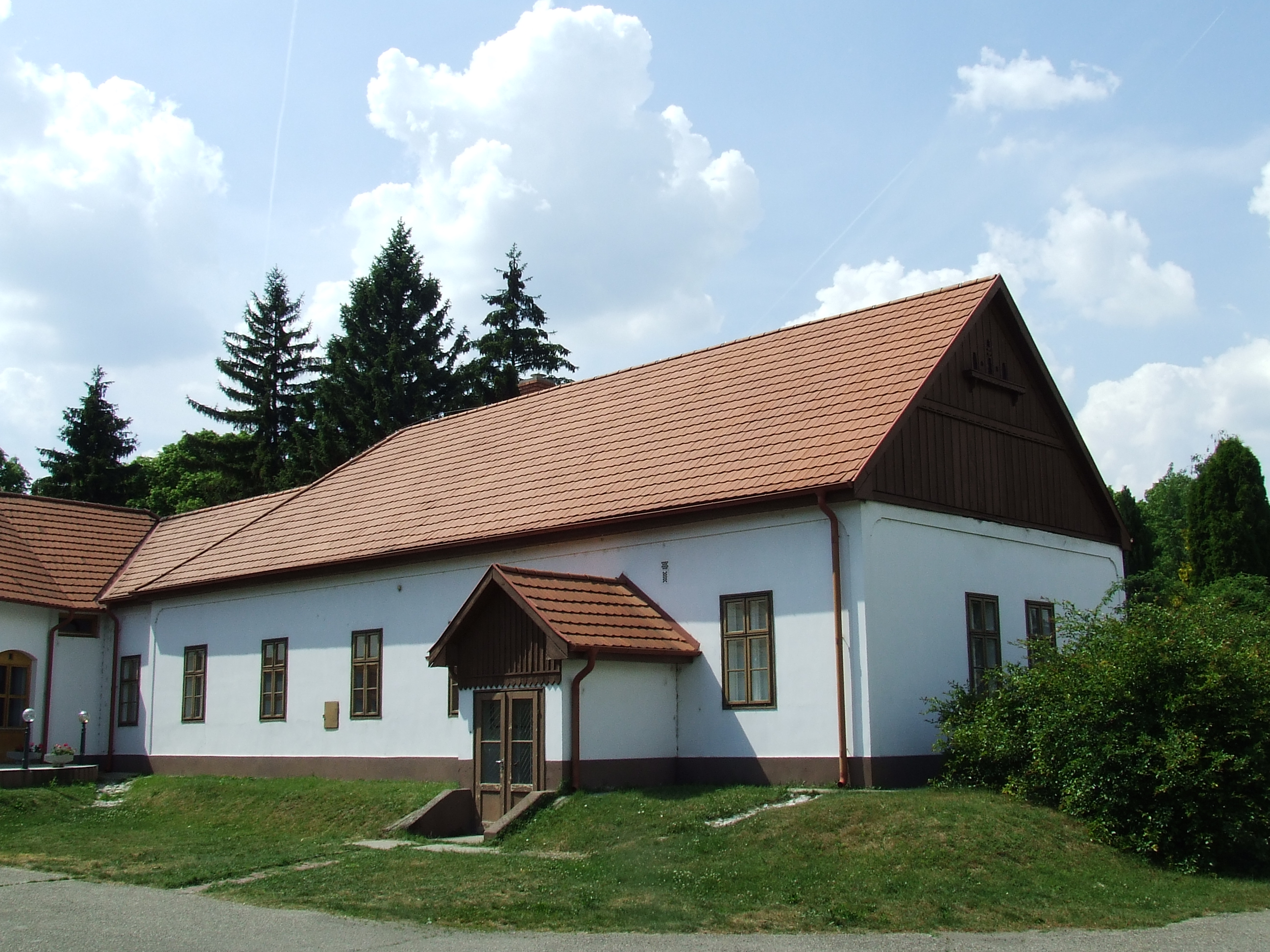
موزهٔ توری‌دوزی
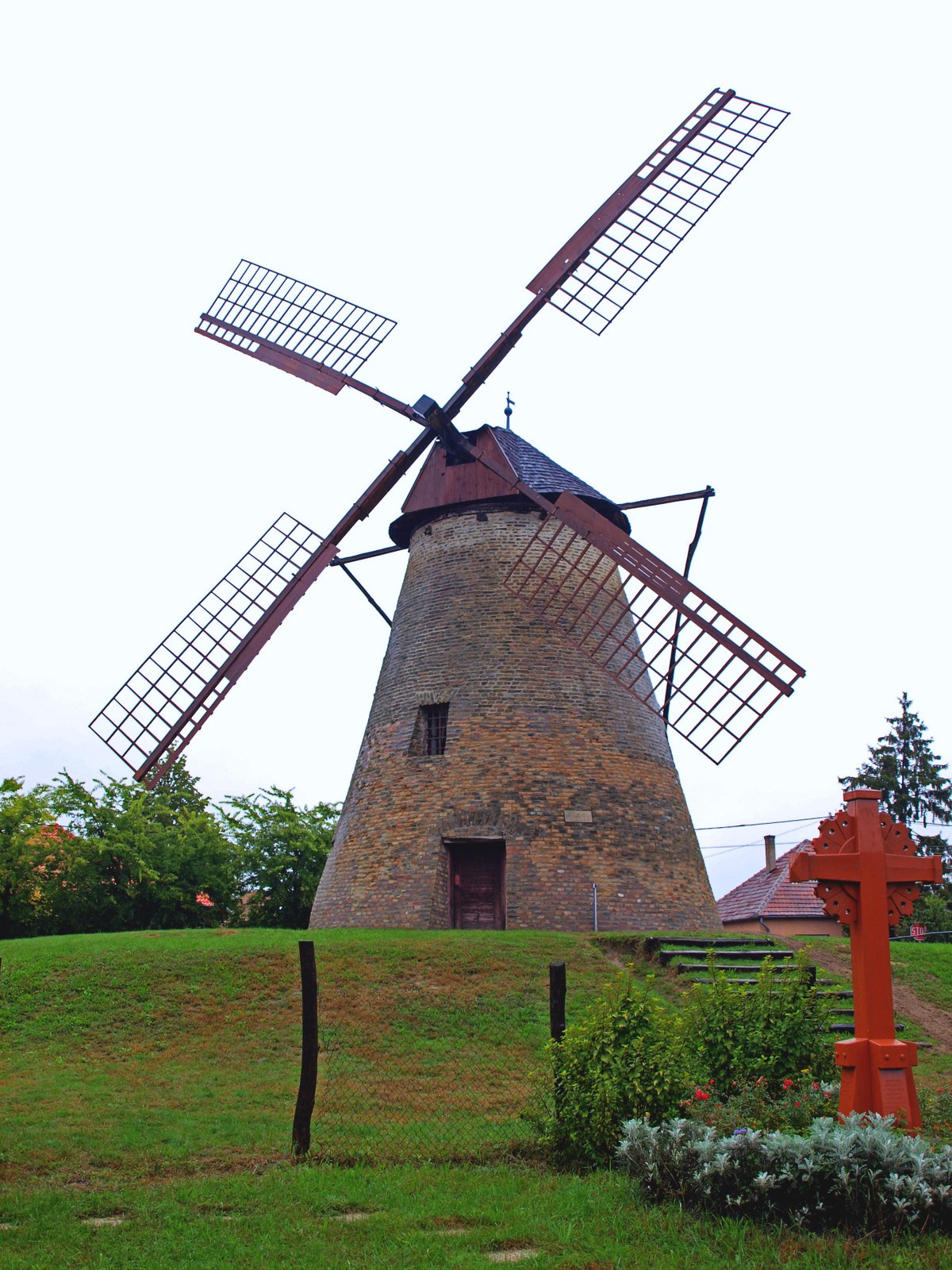
آسیاب بادی